# Lista de compositores do Renascimento
Esta é uma lista de compositores da música do Renascimento.

## (1450-1500)
| - Adrien Basin (1437–1498) - Alexander Agricola (1446–1506) - Antoine Brumel (c. 1460–1512/1513) - Antoine Busnois (1430–1492) - Antoine de Févin (c. 1470–1511/12) - Arnolt Schlick (c.1450 – c. 1525) - Bartolomeo Tromboncino (c. 1470 – c. 1535) - Carpentras (c. 1470–1548) - Colinet de Lannoy († antes de 1497) - Conrad Paumann (c. 1410–1473) - Edmund Turges (fl 1507–1508) - Eloy d'Amerval (fl. 1455–1508) - Firminus Caron (fl. c. 1460–c. 1475) - Franchinus Gaffurius (1451–1522) - Francisco de la Torre (fl. 1483–1504) - Francisco de Peñalosa (c. 1470–1528) - Gaspar van Weerbeke (c. 1445 – after 1517) - Gilles Joye (1424–1483) - Gilles Mureau (c. 1450–1512) - Guillaume Faugues (fl. c. 1460–1475) - Guillaume le Rouge (fl. 1450–1465) | - Hayne van Ghizeghem (1445–1476) - Heinrich Finck (1444–1527) - Heinrich Isaac (c. 1450–1517) - Jacob Obrecht (1457/58–1505) - John Browne (fl. 1453–1490) - Josquin des Prez (c. 1450–1521) - Jacobus Barbireau (1455–1491) - Jean Braconnier (fl. de 1478 até † 1512) - Jean Japart (fl.c. 1474–1481) - Jean Mouton (c. 1459–1522) - Jehan Fresneau (fl. 1468–1505) - Johannes de Stokem (c. 1445–1487 ou 1501) - Johannes Fedé (c. 1415–1477?) - Johannes Martini (c. 1440–1497/98) - Johannes Pullois (†1478) - Johannes Regis (c. 1425 – c. 1496) - Johannes Tinctoris (c. 1435–1511) - Juan de Anchieta (1462–1523) - Juan de Triana (fl. c. 1460–1500) - Juan de Urrede (c. 1430–1482) - Juan del Encina (1468 – c. 1529) | - Juan Pérez de Gijón (fl. c. 1460–1500) - Loyset Compère (c. 1450–1518) - Marbrianus de Orto (c. 1460–1529) - Marchetto Cara (c. 1470 – ? 1525) - Robert Morton (1430–1479) - Robert Wilkinson (c. 1450–1515) - Mathieu Gascongne (fl. 1517–1518) - Matthaeus Pipelare (c. 1450 – c. 1515) - Nicolaus Zacharie (c. 1400 – 1466) - Paul Hofhaimer (1459–1537) - Pedro de Escobar (c. 1465– após 1535) - Philippe Basiron (c. 1449–1491) - Pierre de La Rue (c. 1460–1518) - Richard Davy (c. 1465 – c. 1507) - Richard Hygons (1435–1509) - Robert de Févin (fl. final do século XV – começo do século XVI) - Robert Fayrfax (1464–1521) - Walter Frye (fl. 1450–1475) - Walter Lambe (1450–1504) - William Cornysh, O Velho (fl. 1479–1502) |

## (1500-1600)
| - Adrian Willaert (c. 1490–1562) - Agostino Agostini (†1569) - Alonso Mudarra (c. 1510–1580) - Andrea Antico da Montona (c. 1480–após 1538) - Andrea Gabrieli (1532/1533–1585) - Ana Bolena (1501-1536) - Antoine de Longueval (fl. 1498–1525) - Antonio Carreira (1520-1597 - Antonio de Cabezón (c. 1510–1566) - Antonio Gardano (1509–1569) - Antonius Divitis (c. 1470–c. 1530) - Arnold von Bruck (c. 1500–1554) - Bálint Bakfark (1507–1576) - Bartolomé de Escobedo (c. 1505–1563) - Bartolomeo degli Organi (1474–1539) - Bernardo Pisano (1490–1548) - Claude Gervaise (fl. 1540–1560) - Claude Goudimel (c. 1514/1520–1572) - Claudin de Sermisy (c. 1490–1562) - Claudio Veggio (c. 1510 – 15??) - Clément Janequin (c. 1485–1558) - Cornelius Canis (c. 1500 to 1510–1561) - Costanzo Festa (c. 1495–1545) - Cristóbal de Morales (c. 1500–1553) - Cypriano de Rore (c. 1515–1565) - Christopher Tye (c. 1505 – ? 1572) - Didier Lupi Segundo (c. 1520 – após 1559) - Diego Ortiz (c. 1510–c. 1570) - Dominique Phinot (c. 1510 – c. 1556) - Filippo de Lurano (c. 1475–c. 1520) - Firmin Lebel (early 16th century – 1573) - Francesco Corteccia (1502–1571) - Francesco da Milano (1497-1543) | - Francesco de Layolle (1492–c. 1540) - Gasparo Alberti (c. 1489–1560) - Ghiselin Danckerts (c. 1510 – c. 1565) - Ginés de Morata († c. 1576) - Gioseffo Zarlino (1517–1590) - Giovanni Domenico da Nola (c. 1515–1592) - Giovanni Paolo Paladini (fl.c. 1540–1560) - Gioseffo Guami (1542-1611) - Guillaume Morlaye (c. 1510 – c. 1558) - Hans Buchner (1483–1538) - Heliodoro de Paiva (c. 1500–1552) - Henrique VIII de Inglaterra (1387–1422) - Hilaire Penet (? 1501 – 15??) - Hugh Aston (c. 1485–1558) - Jacob Clemens non Papa (c. 1510/1515–c. 1555) - Jacques Arcadelt (? 1505–1568) - Jacques Buus (c. 1500–1565) - Jacquet de Mântua (1483-1559) - Jean l'Héritier (c. 1480–após 1551) - Jean Maillard (c. 1510 – c. 1570) - Jean Richafort (c. 1480–1547) - Johann Walter (1496–1570) - Johannes Ghiselin (fl. 1491–1507) - Johannes Lupi (c. 1506–1539) - John Black (c. 1520–1587) - John Sheppard (c. 1515–1559) - John Taverner (c. 1490–1545) - Juan Bermudo (c. 1510 – c. 1565) - Leonhard Kleber (c. 1495–1556) - Loys Bourgeois (c. 1510/1515–1559) - Ludwig Senfl (c. 1486–1543) - Luis de Milán (c. 1500–após 1560) - Luis de Narvaez (1500-1560) | - Lupus (c. 1495 – após 1530) - Lupus Hellinck (c. 1494–1541) - Maddalena Casulana (c. 1540–c. 1590) - Marco Dall'Aquila (1480-1538) - Martin Agricola (1486–1556) - Matheo Flecha (1481-1553) - Nicolas Champion (c. 1475–1533) - Nicolas Gombert (c. 1495 – c. 1560) - Nicholas Ludford (c. 1485–1557) - Ninot le Petit (fl. c. 1500–1520) - Paola Massarenghi (born 1565; fl. 1585) - Paolo Aretino (1508–1584) - Philippe Verdelot (c. 1475 – antes de 1552) - Pierre Alamire (c. 1470–1536) - Pierre de Manchicourt (c. 1510–1564) - Pierre Moulu (c. 1485 – c. 1550) - Richard Sampson (c. 1470–1554) - Robert Carver (c. 1484/1487–c. 1570) - Sandrin (c. 1490 – c. 1560) - Teodora Ginés (c. 1530 – após 1598) - Thoinot Arbeau (1519-1595) - Thomas Appleby (c. 1488–1563) - Thomas Crecquillon (c. 1505–1557) - Thomas Tallis (c. 1505–1585) - Tielman Susato (c. 1510/15 – após 1570) - Tomás de Santa María (c. 1515–1570) - Tomaso Cimello (1510-1591 - Vincenzo Capirola (1474–após 1548) - Vincenzo Galilei (c. 1520–1591) - Vincenzo Ruffo (c. 1510–1587) - Wacław z Szamotuł (c. 1520 – c. 1560) |

## Transição aoBarroco(1550-1600)
| - Andrea Falconieri - Adreana Basile - Adrian Le Roy - Adriano Banchieri - Alberto da Ripa - Alessandro Piccinini - Alessandro Striggio - Alfonso Ferrabosco (I) - Alfonso Ferrabosco (II) - Alfonso Fontanelli - Alonso Lobo - Ambrose Lupo - Andreas Pevernage - Annibale Padovano - Annibale Stabile - Annibale Zoilo - Anthony Holborne - Antoine de Bertrand - Antonio Cifra - Antonio Il Verso - Ascanio Mayone - Ascanio Trombetti - Baldassare Donato - Carlo Gesualdo - Caterina Assandra - Cesarina Ricci - Cesario Gussago - Christoph Demantius - Claude Le Jeune - Claudia Rusca - Claudia Sessa - Claudio Merulo - Claudio Monteverdi - Claudio Pari - Cornelis Verdonck - Costanzo Porta - Daniel Bacheler - Dario Castello - David Peebles - Diomedes Cato - Duarte Lobo - Elias Ammerbach - Elias Mertel - Emilio de' Cavalieri - Eustache Du Caurroy - Fabrice Caietain - Fabrizio Caroso - Fabrizio Dentice - Felice Anerio - Filippo Azzaiolo - Francesca Caccini - Francesco Guami - Francesco Rognoni - Francesco Soriano - Francesco Soto de Langa - Francesco Usper - Francisco de Peraza - Francisco Guerrero - Gabriele Villani - Giaches de Wert | - Giammateo Asola - Giles Farnaby - Ginés Pérez de la Parra - Gioseffo Guami - Giovanni Animuccia - Giovanni Bassano - Giovanni Battista Conforti - Giovanni Bernardino Nanino - Giovanni Croce - Giovanni de Macque - Giovanni Dragoni - Giovanni Gabrieli - Giovanni Leonardo Primavera - Giovanni Maria Nanino - Giovanni Paolo Cima - Giovanni Pierluigi da Palestrina - Girolamo Belli - Girolamo Cavazzoni - Girolamo Conversi - Girolamo Dalla Casa - Girolamo Diruta - Giulio Belli - Giulio Caccini - Giulio Cesare Martinengo - Gregorio Allegri - Guillaume Boni - Guillaume Costeley - Hans Leo Hassler - Hermann Finck - Hernando de Cabezón - Hernando Franco - Hieronymus Praetorius - Hubert Waelrant - Jacob de Reis - Jacob Polonais - Jacobus de Kerle - Jacobus Gallus - Jacobus Vaet - Jacopo Peri - Jacques Champion - Jacques Mauduit - Jan Pieterszoon Sweelinck - Joachim Thibault de Courville - Joan Pau Pujol - Johann Schop - Johannes Matelart - Johannes Nucius - John Angus - John Bull - John Coprario - John Dowland - John Jenkins - John Johnson - John Maynard - John Mundy - John Wilbye - Kryštof Harant - Leonardo Meldart Fiamengo - Leonhard Lechner - Lodovico Agostini | - Luca Marenzio - Lucia Quinciani - Lucrezia Orsina Vizzana - Luzzasco Luzzaschi - Maddalena Casulana - Manuel Cardoso - Manuel Mendes - Manuel Rodrigues Coelho - Marc Antonio Ingegneri - Massimo Troiano - Matheo Flecha - Melchior Franck - Michael Praetorius - Miguel de Fuenllana - Nicholas Strogers - Nicolas de La Grotte - Orazio Vecchi - Orlando Gibbons - Orlando di Lasso - Ottavio Vernizzi - Paolo Bellasio - Paschal de l'Estocart - Pedro de Cristo - Peter Philips - Philippe de Monte - Pierre Certon - Pietro Paolo Borrono - Pietro Vinci - Pomponio Nenna - Ricardo Rognoni - Richard Sumarte - Rinaldo del Mel - Robert Godard - Robert Whyte - Rodrigo de Ceballos - Ruggiero Giovannelli - Ruggiero Trofeo - Sebastián Aguilera de Heredia - Séverin Cornet - Settimia Caccini - Sigismondo d'India - Thomas Campion - Thomas Lupo - Thomas Morley - Thomas Robinson - Thomas Tomkins - Thomas Weelkes - Tiburzio Massaino - Tomás Luis de Victoria - Vicente Lusitano - Vincenzo Bellavere - Vittoria Aleotti - William Brade - William Byrd - William Corkine - William Mundy - William Simmes |

## Linha do tempo
Esta é uma linha do tempo com os principais e mais influentes compositores renascentistas, separados por período e estética musical.
Nota: Algumas datas possuem apenas valor aproximado.